# Agrément « Entreprise solidaire d'utilité sociale »
L'agrément d'entreprise solidaire d'utilité sociale (agrément ESUS), anciennement agrément « entreprise solidaire », est une habilitation en droit français décernée aux entreprises poursuivant un objectif d'utilité sociale. Il est prévu par la loi relative à l'économie sociale et solidaire et est inscrit dans le Code du travail. Il est délivré par la Direction régionale de l'économie, de l'emploi, du travail et des solidarités (DREETS).

## Histoire

### Agrément«entreprise solidaire»

Logo de l'agrément entreprise solidaire.

La création de cet agrément vise à orienter les financements privés de l’épargne salariale solidaire vers les structures agrémentées,.

### Agrément«Entreprise solidaire d'utilité sociale»

Logo de l'agrément Entreprise solidaire d'utilité sociale.

L’article 11 de la loi relative à l’économie sociale et solidaire (loi ESS) du 31 juillet 2014 rénove l’agrément « entreprise solidaire » pour devenir l'agrément « Entreprise solidaire d’utilité sociale », dit agrément ESUS, et clarifie les structures éligibles, qui doivent désormais obligatoirement être des entreprises de l’ESS.
Fin mars 2019, environ 1 700 entreprises avaient reçu cet agrément. La liste des entreprises ayant reçu cet agrément est publiée sur le site de la direction générale du Trésor.
L'agrément est délivré pour une durée de cinq ans. Par exception, pour les entreprises créées depuis moins de trois ans à la date de la demande d'agrément, il est délivré pour une durée de deux ans.

## Critères d'éligibilités
L’obtention de l'agrément d'entreprise solidaire d'utilité sociale passe, selon le code du travail en son article L3332-17-1, par une demande d'agrément. Toute organisation qui relève de l'article 1er de la loi no 2014-856 du 31 juillet 2014 relative à loi ESS peut prétendre à l'agrément ESUS.
L'obtention du statut est soumise à diverses conditions portant sur l'objet social de l'entreprise et sur la rémunération de ses dirigeants et à l'acceptation d'un dossier, à l'exception pour certaines structures qui peuvent en faire la demande de plein droit.

### L'utilité sociale
L'entreprise poursuit comme objectif principal la recherche d'une utilité sociale, qui dispose que sont considérées comme poursuivant une utilité sociale au sens de la présente loi les entreprises dont l'objet social satisfait à titre principal à l'une au moins de ces trois conditions suivantes :
- apporter, à travers leur activité, un soutien à des personnes en situation de fragilité, soit du fait de leur situation économique ou sociale, soit du fait de leur situation personnelle et particulièrement de leur état de santé ou de leurs besoins en matière d'accompagnement social ou médico-social. Ces personnes peuvent être des salariés, des usagers, des clients, des membres ou des bénéficiaires de cette entreprise ;
- contribuer à la lutte contre les exclusions et les inégalités sanitaires, sociales, économiques et culturelles, à l'éducation à la citoyenneté, notamment par l'éducation populaire, à la préservation et au développement du lien social ou au maintien et au renforcement de la cohésion territoriale ;
- Elles concourent au développement durable dans ses dimensions économiques, sociale, environnementale et participative, à la transition énergétique ou à la solidarité internationale, sous réserve que leur activité soit liée à l'un des objectifs mentionnés plus haut[8].

Les charges d'exploitation liées aux activités participant à la recherche d'une utilité sociale doivent représenter au moins 66 % de l'ensemble des charges d'exploitation du compte de résultat au cours des trois derniers exercices.

### Gouvernance démocratique
La gouvernance de l'organisation correspond à l'information et la participation, dont l'expression n'est pas seulement liée à leur apport en capital ou au montant de leur contribution financière, des associés, des salariés et des parties prenantes aux réalisations de l'entreprise.

### Lucrativité limitée

#### Rémunération de ses dirigeants
La moyenne des rémunérations et primes versées aux cinq salariés ou dirigeants les mieux rémunérés ne doit pas excéder pas, au titre de l'année, sept fois la rémunération annuelle perçue d'un salarié sur la base d'un temps complet.
Les sommes versées, y compris les primes, au salarié ou dirigeant le mieux rémunéré n'excèdent pas, au titre de l'année pour un emploi à temps complet, un plafond fixé à dix fois la rémunération annuelle mentionnée d'un salarié sur la base d'un temps complet.

#### Mise en réserve et impartageabilité
Les résultats bénéficiaires de l'entreprise doivent être majoritairement consacrés à l’objectif de pérennité et de développement de l’activité. Ils doivent être majoritairement affecté aux réserves obligatoires, légales et statutaires. Le résultat doit par ailleurs affecter, au moins 20% du bénéfice de l'exercice, au fonds de réserve statutaire obligatoire, dit « fonds de développement »,.
Les réserves doivent être impartageables.

## Avantages fiscaux
L'agrément permet aux entreprises labellisées de bénéficier de certains avantages fiscaux, notamment certains propres aux petites et moyennes entreprises (PME). C'est le cas du dispositif de réduction d'ISF pour investissement en PME pendant une durée de 10 ans au lieu de 7 ans,,, jusqu'à la suppression de l'impôt de solidarité sur la fortune et du dispositif Madelin. Il permet également de bénéficier de certains dispositifs spécifiques de Bpifrance tels que le prêt économie sociale et solidaire, ou du dispositif local d'accompagnement.
L'agrément ESUS permet également d'accueillir en engagement volontaire des personnes en service civique.